# Ducktales (datorspel)
DuckTales är ett TV-spel baserat på Disneys TV-serie med samma namn. Det släpptes först i USA till NES av Capcom 1989, och portades senare även till Game Boy. I det här spelet reser Joakim von Anka runt i världen och samlar skatter.
Way Forward Technologies utvecklade en remake av DuckTales vid namn DuckTales Remastered, som släpptets den 13 augusti 2013 till Playstation Network på Playstation 3, Nintendo Eshop på Wii U, och Steam till Microsoft Windows, samt den 11 september samma år på Xbox Live Arcade till Xbox 360.
Spelet är populärt bland nostalgiker, men var populärt även då det släpptes. Det ses ofta som ett bra exempel på Capcoms verk under sent 1980-tal och tidigt 1990-tal, tillsammans med titlar som Mega Man, vilka konstruerades av personer som Tokuro Fujiwara, Keiji Inafune och Yoshihiro Sakaguchi. DuckTales har mycket gemensamt med Mega Man: ljus och färgglad grafik, samt spelkontrollen. Spelet finns med i The Disney Afternoon Collection.

## Banor
- Sydafrikas gruvor - Giant Diamond of Inner-Earth
- Amazonas - Sceptre of the Incan King
- Himalaya - Lost Crown of Genghis Khan
- Månen - Green Cheese of Longevity
- Transsylvanien - Coin of the Lost Realm

### Fotnoter
1. 1 2  Capcom reveals DuckTales Remastered, developed by WayForward
2. ↑  The Armchair Empire review of DuckTales
3. ↑  Makuch, Eddie (15 mars 2017). ”Six Classic Disney Games Coming To PS4, Xbox One, And PC In New Compilation Pack”. GameSpot. http://www.gamespot.com/articles/six-classic-disney-games-coming-to-ps4-xbox-one-an/1100-6448744/. Läst 27 oktober 2021.